# Programmations de Rock Werchter des années 1990
Pour un article plus général, voir Rock Werchter.
Cet article présente les programmations des années 1990 du festival belge de musique Rock Werchter.

## Années 1990

### 1990
Mano Negra, De La Soul, DJ-Jaguar, Jeff Healey Band, Lenny Kravitz, Ry Cooder/David Lindley, Wendy & Lisa, Sinead O'Connor, Midnight Oil, Bob Dylan, The Cure

### 1991
The Scene, Dave Stewart & The Spiritual Cowboys, Deee-Lite, Happy Mondays, Bonnie Raitt, Pixies, Iggy Pop, Paul Simon, Sting

### 1992
The Scabs, Smashing Pumpkins, Extreme, Urban Dance Squad, Luka Bloom, Crowded House, Lou Reed, Red Hot Chili Peppers, Bryan Adams.
Le 22 juillet, le festival accueille le Dangerous World Tour de Michael Jackson.

### 1993
L'édition a lieu les samedi 3 et dimanche 4 juillet.
Levellers, Sugar, The Tragically Hip, Sonic Youth, The Black Crowes, Faith No More, Neil Young with Booker T & the MG’s, Lenny Kravitz, Metallica

### 1994
Un festival sur le camping
- Clawfinger, Helmet, Grant Lee Buffalo, Therapy?, Buffalo Tom, John Hiatt, Spin Doctors, Sepultura, Rage Against the Machine, Peter Gabriel, Aerosmith
- Campingfestival: Noordkaap, The Posies, Green Apple, Quick Step, Sass Jordan, Ashbury Faith, Senser, dEUS, Tool, The Scene

### 1995
| Hoofdpodium                                | Zijpodium       | Campingfestival    |
| ------------------------------------------ | --------------- | ------------------ |
| Channel Zero (remplacé par le groupe Live) | Jeff Buckley    | Ben Harper         |
| Body Count                                 | Spearhead       | Dave Matthews Band |
| Senser                                     | Belly, Morphine | Soul Coughing      |
| dEUS                                       | The Cranberries | Weezer             |
| PJ Harvey                                  | The Cranberries | The Scene          |
| Offspring                                  | The Cranberries | Tricky             |
| Therapy?                                   | The Cranberries | Orbital            |
| The Cure                                   | The Cranberries | Orbital            |
| R.E.M.                                     | The Cranberries | Orbital            |

### 1996
Le festival se tient pour la première fois sur deux jours.
| Humo Hoofdpodium  | Studio Brussel Zijpodium |
| ----------------- | ------------------------ |
| Skunk Anansie     | Me'shell Ndegeocello     |
| Dog Eat Dog       | Fun Lovin' Criminals     |
| Grant Lee Buffalo | Moby                     |
| Foo Fighters      | Underworld               |
| Therapy?          | The Prodigy              |
| David Bowie       | The Prodigy              |

| Humo Hoofdpodium                           | Studio Brussel Zijpodium |
| ------------------------------------------ | ------------------------ |
| Metal Molly                                | Moloko                   |
| Presidents of the United States of America | Moondog Jr.              |
| House of Pain                              | Pulp                     |
| Afghan Whigs                               | Massive Attack           |
| Alanis Morissette                          | Radiohead                |
| Sepultura                                  | Björk                    |
| Rage Against the Machine                   | Björk                    |
| Red Hot Chili Peppers                      | Björk                    |
| Neil Young & Crazy Horse                   | Björk                    |

### 1997
| Humo Hoofdpodium      | Studio Brussel Zijpodium |
| --------------------- | ------------------------ |
| Osdorp Posse          | Reef                     |
| Silverchair           | 16 Horsepower            |
| Placebo               | Rollins Band             |
| Skunk Anansie         | Daft Punk                |
| Paul Weller           | Daft Punk                |
| Suede                 | Daft Punk                |
| David Bowie           | Daft Punk                |
| The Chemical Brothers | Daft Punk                |

| Humo Hoofdpodium     | Studio Brussel Zijpodium |
| -------------------- | ------------------------ |
| Channel Zero         | Spearhead                |
| Fun Lovin' Criminals | Zap Mama                 |
| Supergrass           | David Byrne              |
| Live                 | Beck                     |
| Sheryl Crow          | dEUS                     |
| Radiohead            | dEUS                     |
| Jamiroquai           | dEUS                     |
| Smashing Pumpkins    | dEUS                     |
| The Prodigy          | dEUS                     |

### 1998

#### Jour 1: Vendredi 3 juillet à Thourout - Samedi 4 juillet à Werchter
- Main Stage : ABN, Junkie XL, Moby, Jon Spencer Blues Explosion, Sonic Youth, Pulp, Underworld, Reprazent ft Roni Size
- Marquee : Eagle Eye Cherry, Ben Folds Five, Dave Matthews Band, Hooverphonic, Morcheeba, Tindersticks

#### Jour 2: Samedi 4 juillet à Thourout - Dimanche 5 juillet à Werchter
Evil Superstars, Money Mark, Ben Harper, Tori Amos, Garbage, Therapy?, Nick Cave and the Bad Seeds, Beastie Boys, Björk, The Verve

### 1999
Le festival se déroule du 2 au 4 juillet.
| Main stage        | Pyramid marquee |
| ----------------- | --------------- |
| Mercury Rev       | Trish & Kash    |
| Pavement          | Praga Khan      |
| Blur              | Jan van Biesen  |
| Chemical Brothers | Fatboy Slim     |

| Main stage     | Pyramid marquee         |
| -------------- | ----------------------- |
| Soulwax        | Arid                    |
| Monster Magnet | Wilco                   |
| Anouk          | Everlast                |
| Live           | Lamb                    |
| Marilyn Manson | Suzanne Vega            |
| Skunk Anansie  | Zita Swoon              |
| Texas          | Björn Again             |
| Bryan Adams    | Flying Deweale Brothers |
| Metallica      | Flying Deweale Brothers |

| Main stage             | Pyramid marquee        |
| ---------------------- | ---------------------- |
| Noordkaap              | Cree Summer            |
| Stereophonics          | De Mens                |
| Heather Nova           | Tin Star               |
| Placebo                | The Roots              |
| Manic Street Preachers | Afro Celt Sound System |
| Robbie Williams        | Gus Gus                |
| Faithless              | Basement Jaxx          |
| Lenny Kravitz          | Green Velvet           |
| R.E.M.                 | Green Velvet           |